# Fjelstervang
Fjelstervang er en landsby i Vestjylland med 421 indbyggere  (2024). Fjelstervang er beliggende fem kilometer nord for Kibæk, 13 kilometer øst for Videbæk og 15 kilometer sydvest for Herning. Byen hører til Ringkøbing-Skjern Kommune og er beliggende i Region Midtjylland.

## Øst i vest
Øst i vest er et område, der omfatter landsbyerne Fjelstervang, Rimmerhus og Vorgod Østerby med tilhørende opland. Området udgør skoledistriktet til Fjelstervang skole.

## Kirke
Fjelstervang Sogn er et sogn i Skjern Provsti i Ribe Stift.
Fjelstervang Kirke blev bygget i 1898.
Kirken blev gennemgribende moderniseret indvendigt i 2012.

## Børnenes Allé
Børnenes Allé omfatter vuggestue, børnehave, skole og sfo og de gennemgående temaer er udeliv, bevægelse, samarbejde på tværs af aldre og Fri for mobberi.
Fjelstervang Skole og SFO (Skolestræde 1, Fjelstervang, 6933 Kibæk)
Fjelstervang Vuggestue og Børnehave (Nørrevænget 33, Fjelstervang, 6933 Kibæk)

## Landsbycenter
Landsbycenteret ligger i forbindelse med skolen og biblioteket, og rummer kirkekontor, mødelokaler, tekøkken og minihal.
Landsbycenteret blev bygget i 2005. Områdets borgere samlede ind til landsbycenteret. Dertil gav kommunen en andel.

## Udeforsamlingshus
Fjelstervang Udeforsamlingshus er beliggende i krattet ved stadion.
Udeforsamlingshuset blev til ved en konkurrence, som var udviklet i samarbejde med DR og Dansk Arkitektur Center. Der var meldt 800 projekter til konkurrencen, hvor fire af de projekter blev til virkelighed. Én af dem var Fjelstervang Udeforsamlingshus, som vandt 1,6 million kr. og arkitekthjælp. Arkitekterne var Joan Raun Nielsen og Sofie Willems fra Spektrum Arkitekter i København. Udeforsamlingshuset blev indviet den 28. september 2013 og er åbent for alle den dag i dag. 24/7